# Lane-Gletscher
Der Lane-Gletscher ist ein Gletscher an der Loubet-Küste des Grahamlands auf der Antarktischen Halbinsel. Er fließt südöstlich der Protector Heights zwischen dem Hodge Ridge im Süden und dem Liebig Peak im Norden in westlicher Richtung zum Wilkinson-Gletscher.
Das Advisory Committee on Antarctic Names benannte ihn 2016 in Anlehnung an die Benennung dem weiter südlich benachbarten Lane Ridge. Dessen Namensgeber ist Able Seaman Michael B. Lane, der am 6. Dezember 1963 bei einer seismischen Vermessungsfahrt der HMS Protector im Auftrag des British Antarctic Survey infolge eines Unfalls in der Scotiasee ums Leben gekommen war.